# Médaille de la France libérée
La médaille de la France libérée est une décoration française créée par les décrets du 12 septembre et du 7 octobre 1947.

## Attribution
Cette décoration fut dans un premier temps appelée « médaille de la Reconnaissance de la France libérée ». Elle prit son nom définitif avec le décret du 16 juin 1948. Elle fut établie afin de récompenser les citoyens français ou étrangers ayant apporté une contribution notable à la libération de la France. Elle était attribuée par le ministère de la Défense et des anciens combattants, lequel délivrait un diplôme. Après avoir été décernée à 13 469 personnes françaises et étrangères, elle n’est plus attribuée depuis le 7 juillet 1957.

## Description
Le ruban est composé de deux arcs-en-ciel avec violet au centre et rouge sur les bords. L'insigne représente sur son avers la carte de la France marquée de l'année 1944 avec sur son pourtour une chaîne brisée au nord-ouest et au sud-est (représentants les deux débarquements). Au revers figure un faisceau de licteur coiffé d'un bonnet phrygien encadré des lettres RF, il est inscrit « LA FRANCE A SES LIBÉRATEURS » sur le pourtour.